# August von Vangerow

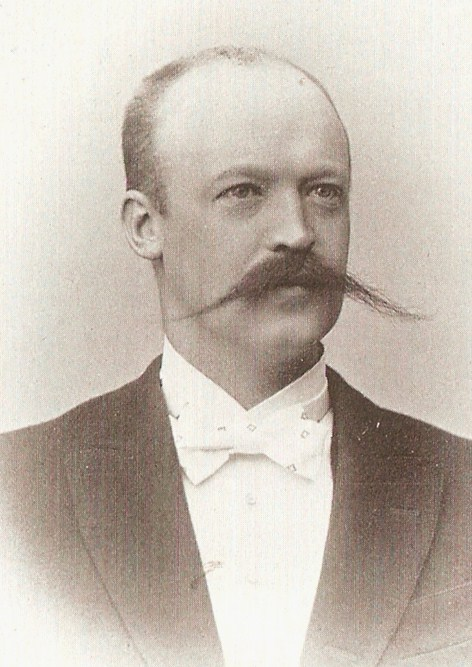
August von Vangerow

August Leopold Heinrich von Vangerow (* 8. Juli 1863 in Bremerhaven; † 5. März 1935 in Bremerhaven) war ein deutscher Verlagsbuchhändler und Druckereibesitzer. 

## Biografie
Vangerow stammte aus einer alten pommerschen Adelsfamilie. Er war der älteste Sohn des Verlagsbuchhändlers Leopold von Vangerow (1831–1881) und der Herforder Gutsbesitzerstochter Anna Engelbrecht (1834–1904).
Vangerow absolvierte zunächst eine Lehre zum Verlagsbuchhändler. Nach seiner Militärzeit, die er als königlich preußischer Major der Landwehr verließ, kehrte er 1887 nach Bremerhaven zurück und wurde hier Mitherausgeber der Provinzial-Zeitung (seit 1926 Wesermünder Neueste Nachrichten), zu der seit 1901 auch die bürgerlich-freisinnige Nordsee-Zeitung gehörte. 1905 gründete er die Provinzial-Zeitung GmbH. 1910 beendete er seine Tätigkeit als Verleger und konzentrierte sich auf seine Druckerei.
Vangerow heiratete am 7. Mai 1895 in Berlin Frieda Mombeer (* 31. März 1870 in Bergen auf Rügen; † 11. Juli 1930 in Bremerhaven). Das Ehepaar hatte keine Kinder.